# 裴谈
裴谈（?—?），唐朝政治人物。
裴谈出自河东裴氏定著五房之一的洗马裴，好佛法。唐中宗时擔任御史大夫。以惧内著称，“畏之如严君”，当时有一首描述他的曲子，叫《回波词》：回波尔时栲栳，怕妇也是大好。外边只有裴谈，内里无过李老。706年，在审理神龙革命五王时，大理丞裴谈上奏：“敬晖等人应按皇帝制书处斩、没收财产，不需再行审讯。”因此得到韦后的赞赏，官至刑部尚书。710年六月，中宗死后，唐殇帝即位，韦后任命裴谈为同中書門下三品。韦后被李隆基杀死，唐睿宗登基，八月，裴谈被贬为蒲州刺史。其子裴元明为睦州刺史。
开元初年，唐玄宗诏：“周利贞及滑州刺史裴谈、饶州刺史裴栖贞、大理评事张思敬王承本、华原令康韦、侍御史封询行、判官张胜之刘晖杨允卫遂忠公孙琰、廉州司马锺思廉皆酷吏，宜终身忽齿。”不能确定这个裴谈是不是710年做宰相的裴谈。